# Comtat de Siskiyou
El comtat de Siskiyou és un comtat al nord de l'estat de Califòrnia, Estats Units, a la regió de la Serralada de les Cascades prop de la frontera amb Oregon. La seva capital és Yreka. La seva població era de 44.076 segons el cens del 2020.

## Història
Els rastres de la presència dels nadius americans es remunten a uns 7.000 anys. Al nord del mont Shasta i l'est estava ocupat pels shasta, els Karuk vivien al llarg del riu Klamath, els modocs a l'est i els wintus al sud del mont Shasta.
El comtat de Siskiyou es va crear el 22 de març de 1852 a partir de parts dels comtats de Shasta i Comtat de Klamath. El seu nom fa referència a la cadena Siskiyou. Part del territori van ser cedides posteriorment al comtat de Modoc el 1855.
El comtat està travessat pel sender Siskiyou d'origen nadiu americà que connecta la Vall Central de Califòrnia amb el nord-oest del Pacífic.
El 1851, el descobriment d'or prop de la ciutat de Yreka va portar centenars de prospectors a la zona.

## Ciutats i pobles

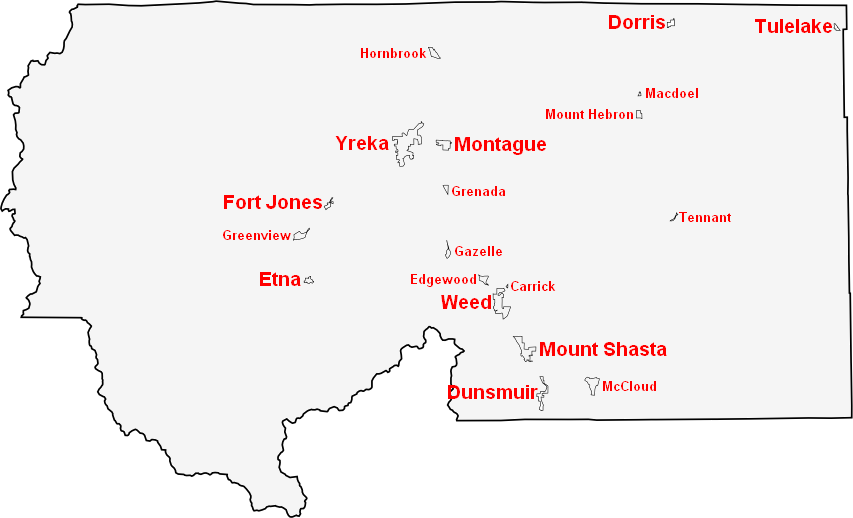
Mapa del comtat de Siskiyou.

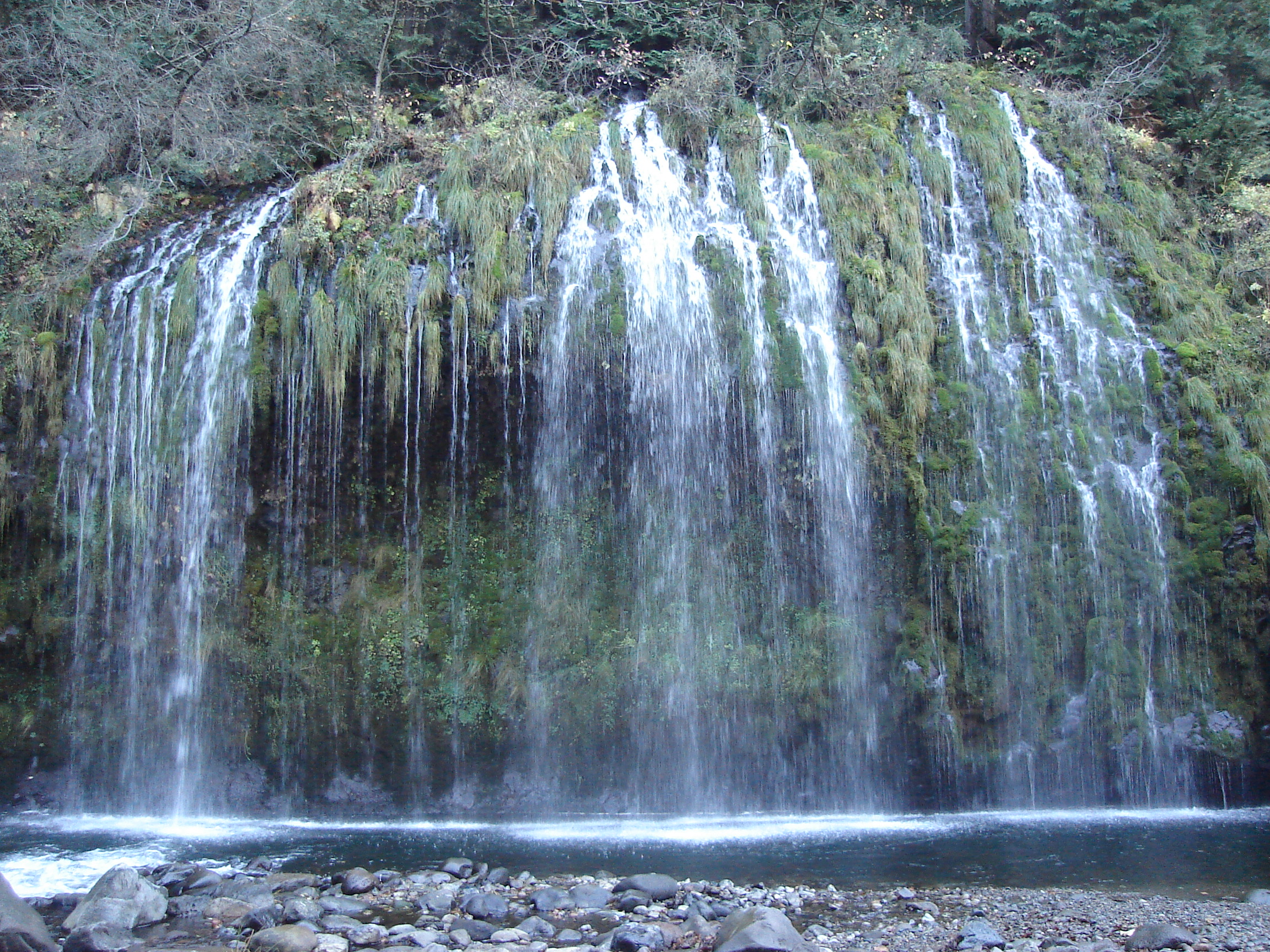
Cascada de Mossbrae, prop de Dunsmuir.

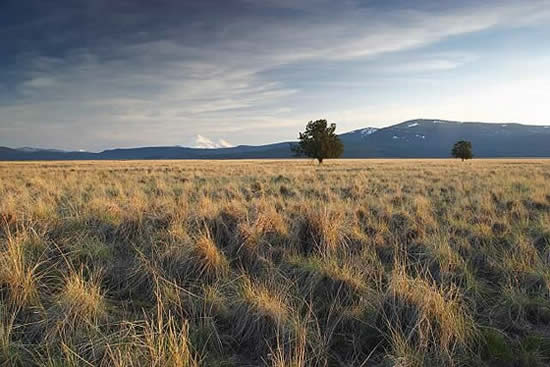
Butte Valley National Grassland, praderia nacional situada a la part nord del comtat.

- Carrick

- Dorris

- Dunsmuir

- Edgewood

- Etna

- Forks of Salmon

- Fort Jones

- Gazelle

- Greenview

- Grenada

- Hornbrook

- Macdoel

- McCloud

- Montague

- Mount Hebron

- Mount Shasta

- Tennant

- Tulelake

- Weed

- Yreka

## Demografia
| 1r abril 2010 | 1r juliol 2010 | 1r abril 2020 |
| 44.900        | 44.978         | 44.076        |

| 1860 | 1870 | 1880 | 1890  | 1900  | 1910  | 1920  | 1930  | 1940  | 1950  | 1960  | 1970  | 1980  | 1990  | 2000  | 2010  | 2020  |
| ---- | ---- | ---- | ----- | ----- | ----- | ----- | ----- | ----- | ----- | ----- | ----- | ----- | ----- | ----- | ----- | ----- |
| 7629 | 6848 | 8610 | 12163 | 16962 | 18801 | 18545 | 25480 | 28598 | 30733 | 32885 | 33225 | 39732 | 43531 | 44301 | 44900 | 44076 |